# Martin Imboden

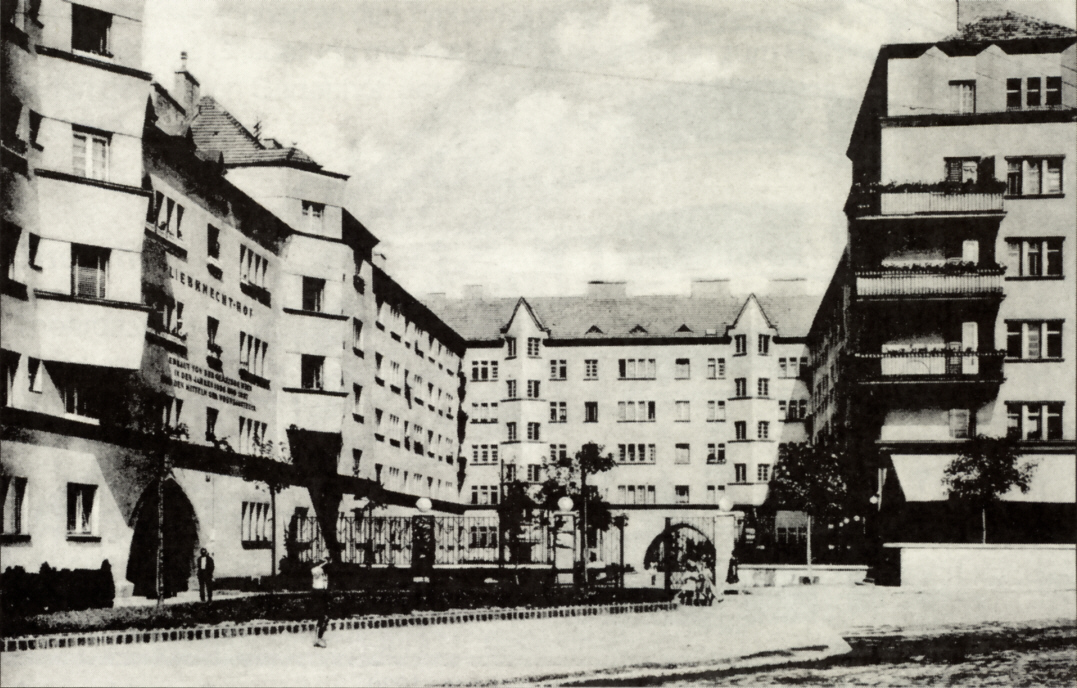
Liebknechthof 1930: Imbodenovo bydlení ve Vídni

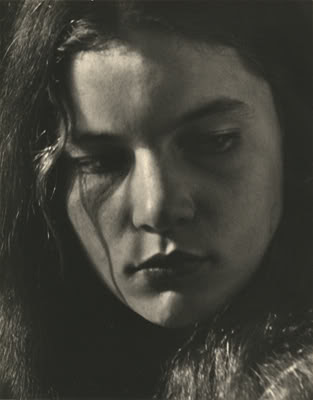
Portrét, neznámé datum

Martin Imboden (10. listopadu 1893, Stans, Nidwalden – 19. srpna 1935, Curych) byl švýcarský fotograf.

## Životopis
Martin Imboden se narodil v Niederdorfu ve Stansu jako syn pastevce a vyrůstal v Oberdorfu a Stansu. V letech 1909 až 1912 se vyučil truhlářem, po kterém následovala léta cestování jako tovaryš tesař ve Švýcarsku a Francii v letech 1913 až 1917. V letech 1918 až 1929 pracoval jako tesař v Basileji a Curychu. Kolem roku 1923 začal ve svém volném čase fotografovat, zejména krajiny, portréty a taneční. Jeho první fotoreportáž se objevila v roce 1925.
Od roku 1929 se živil jako fotograf a začal cestovat. Jeho prvním bydlištěm byla Vídeň, kde navštěvoval kurzy ve vzdělávacím centru pro dospělé Urania a na tonické škole Vídeňská secese. Ve Vídni fotografoval komunální budovy Rudé Vídně, studia v taneční škole Gertrud Kraus, portréty, pouliční scény a pravidelně publikoval v ilustrovaném časopise Der Kuckuck. Z Vídně podnikal reportážní cesty na Balkán, po Evropě a do severní Afriky. Po únorovém povstání ve Vídni v roce 1934 se přestěhoval do Paříže. Mezi svými cestami žil a pracoval v Curychu. Zemřel při nehodě na kole ve věku 42 let.

## Dílo
Imbodenova tvorba odráží napětí mezi amatérskou, dělnickou a avantgardní fotografií. Jako hluboce lidský pozorovatel vytvořil působivé sociální dokumentární snímky. Mezi uměleckou fotografií a novou fotografií nalezl spojení s různými uměleckými směry. Jeho snímky byly publikovány mimo jiné v následujících novinách a časopisech: Basler Illustrierte, Die Bühne (Vídeň), Camera, Föhn, Paris Magazine (Paříž); Profil (Vídeň), Zeitbilder (Curych), Schweizer Illustrierte Zeitung, Zürcher Illustrierte. Mezinárodní distribuci jeho fotografií provedla agentura Schostal. Pracoval pro řadu svobodných tanečních škol. Portrétoval tanečníky a umělce jako Gertrud Kraus, Jula a Erica Isenburgera. Jeho pozůstalost je ve Švýcarské nadaci pro fotografii ve Winterthuru.

## Výstavy
- Lucern 1932: 1. Mezinárodní výstava umělecké fotografie
- Putovní výstava vídeňské fotosekce milovníků přírody v roce 1933
- Výstava ve Winterthuru 1934
- Vánoční výstava švýcarského Werkbundu v Curychu 1934
- Kunstgewerbemuseum Zürich 1935: Pamětní výstava Martina Imbodena
- Kunstgewerbemuseum Curych 1936: Fontána
- Kunstgewerbemuseum Zurich 1936: švýcarská architektura a řemeslo od roku 1920 do roku 1936
- Nidwaldnerovo muzeum, Stans 1996: Martin Imboden. Zapomenutý fotograf
- Fotostiftung Schweiz, Winterthur 2006: Zapomenuté a špatně odhadnuté. Sedm pozic ze sbírky Fotostiftung Schweiz
- Albertina: Hraní pro kameru. Do 30. května 2017[1]

## Galerie

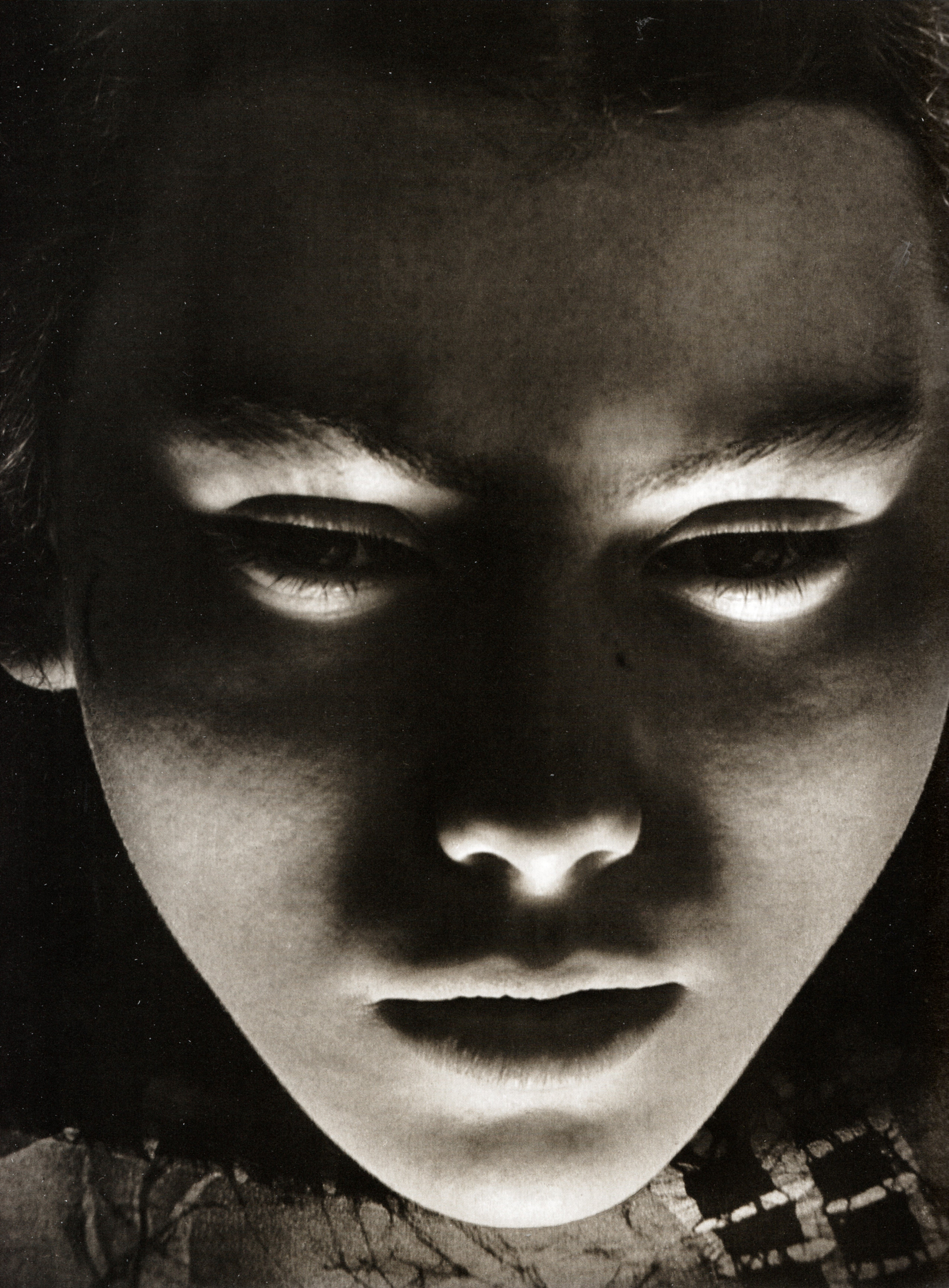
Imboden: Axi Bleier 1933
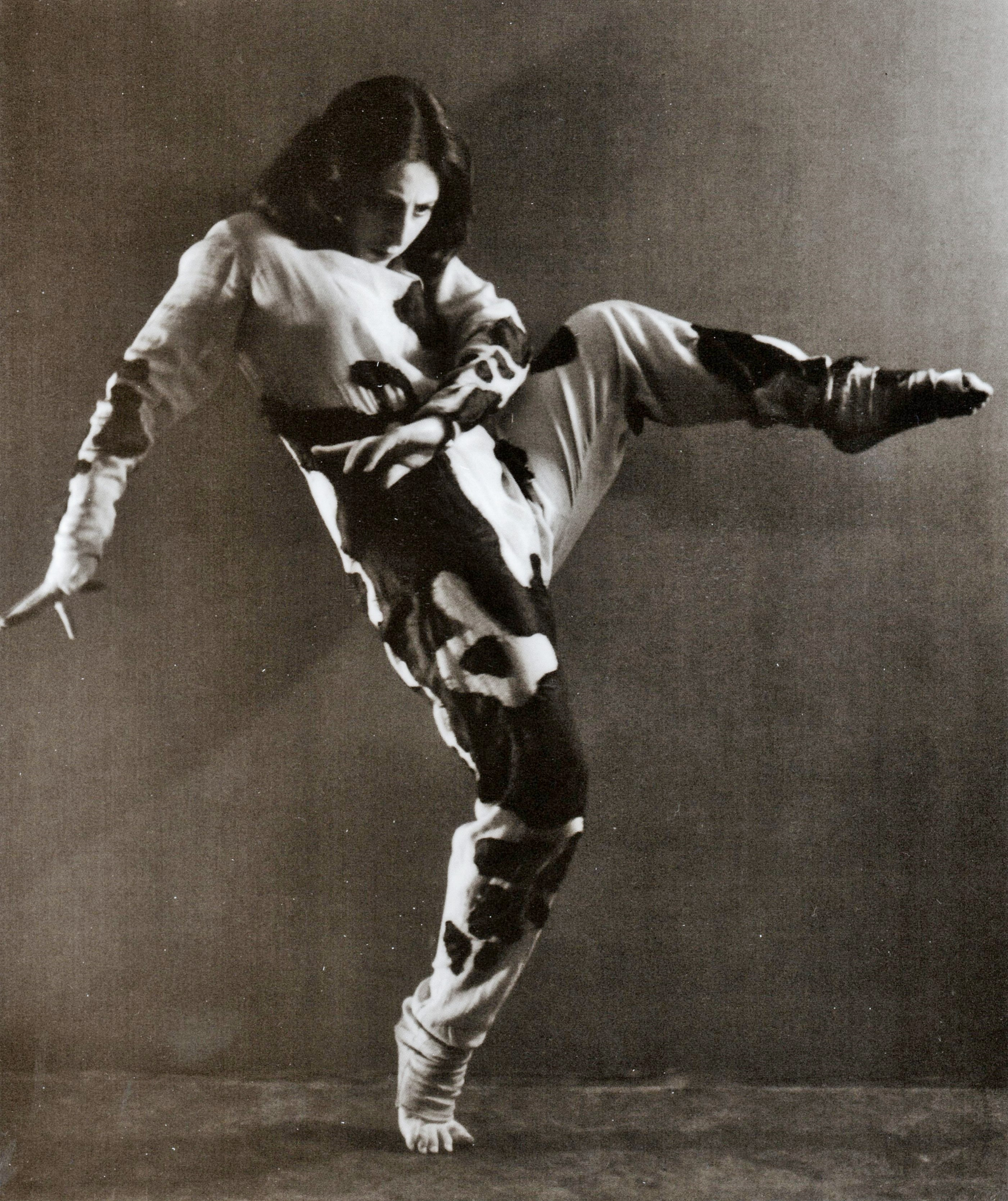
Das Biest Gertrud Kraus 1929
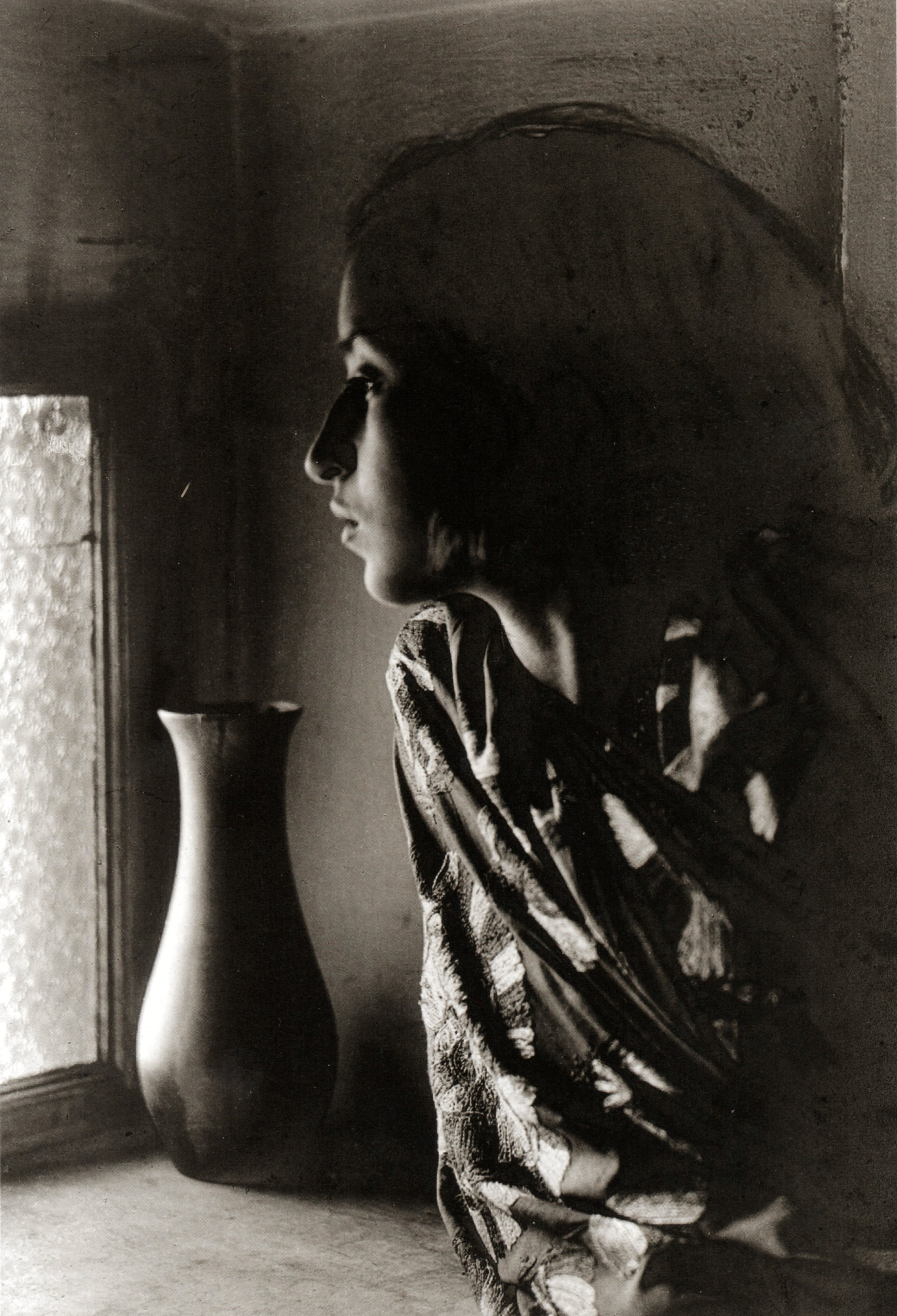
Isenburger 1929
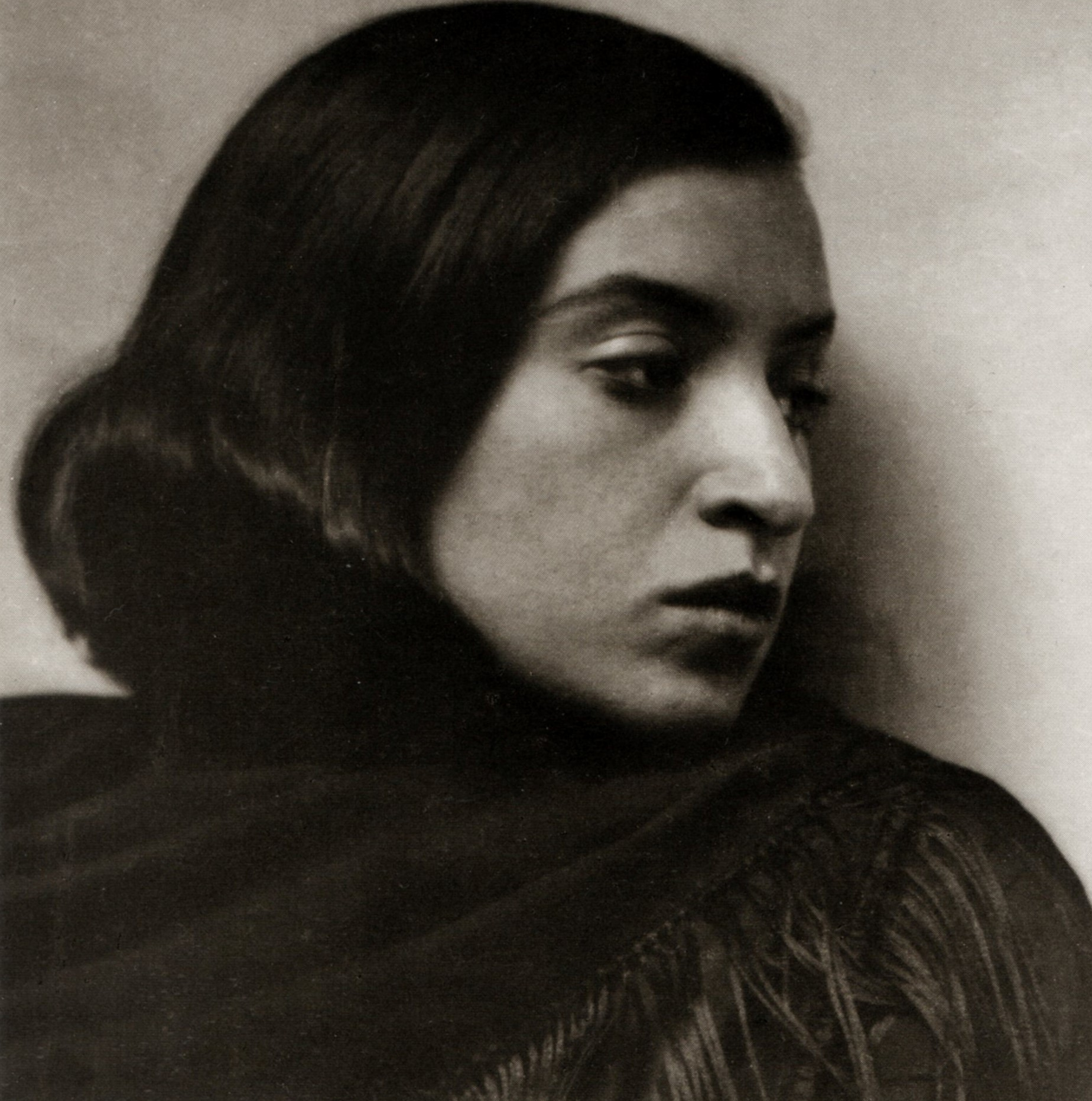
Jula Isenburger 1929
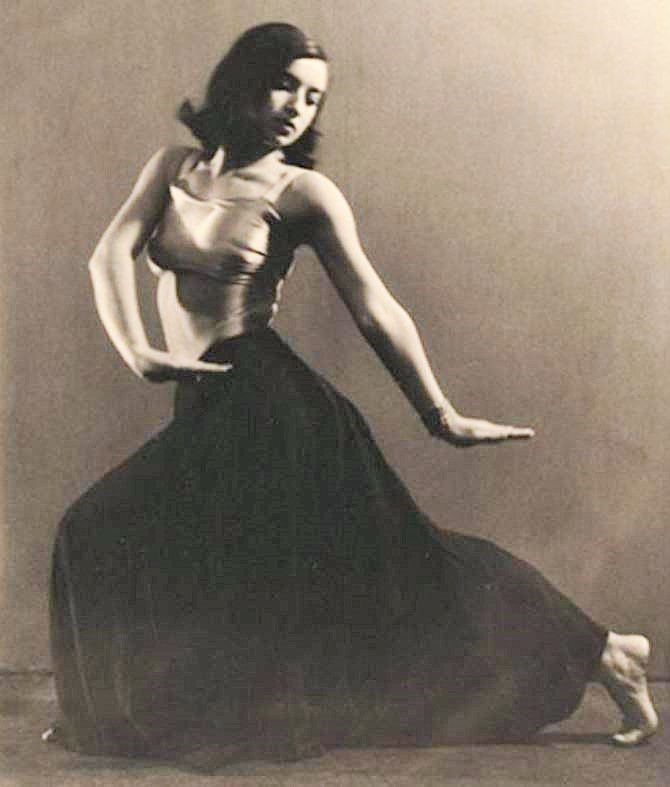
Jula Isenburger 1930
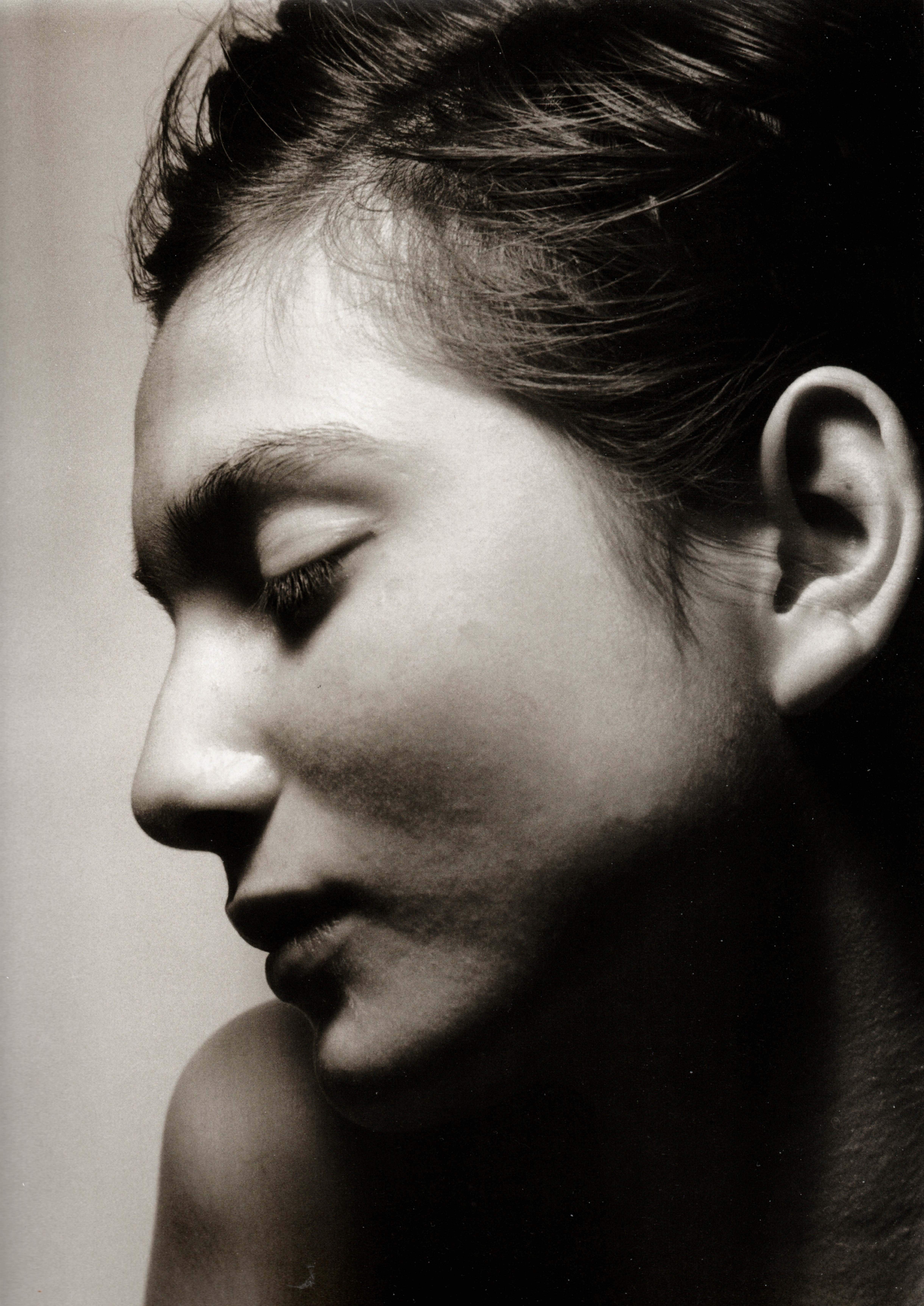
Olga Brandenburger 1932